# Ivato (Vatovavy-Fitovinany)
Ivato is een plaats en gemeente in Madagaskar gelegen in het district Vohipeno van de regio Vatovavy-Fitovinany. Er woonden bij de volkstelling in 2001 ongeveer 12.000 mensen.
In de plaats is basisonderwijs en voortgezet onderwijs voor jonge kinderen beschikbaar. 85% van de bevolking is landbouwer. De belangrijkste gewassen zijn rijst en sinaasappels, maar er wordt ook koffie en lychees verbouwd. 10% van de bevolking is werkzaam in de dienstensector en de overige 5% is werkzaam in de visserij.